# Drosophila aplophallata
Drosophila aplophallata este o specie de muște din genul Drosophila, familia Drosophilidae, descrisă de Zhang și Masanori Joseph Toda în anul 1995.
Este endemică în Filipine. Conform Catalogue of Life specia Drosophila aplophallata nu are subspecii cunoscute.